# 拉波什鄉
45°08′12″N 26°20′41″E / 45.1366°N 26.3446°E
拉波什鄉（羅馬尼亞語：Comuna Lapoș, Prahova），是羅馬尼亞的鄉份，位於該國中南部，由普拉霍瓦縣負責管轄，處於布加勒斯特以北80公里，每年平均降雨量1,037毫米，海拔高度303米，2007年人口1,404。